# Panaxia flavomaculata
Panaxia flavomaculata là một loài bướm đêm thuộc phân họ Arctiinae, họ Erebidae.